# Anello di pietra
Gli anelli di pietra sono una particolare conformazione del suolo dovuta, come per molti altri terreni figurati, all'alternarsi dei periodi stagionali di gelo e disgelo il quale produce l'espansione e la contrazione del suolo.

## Localizzazione

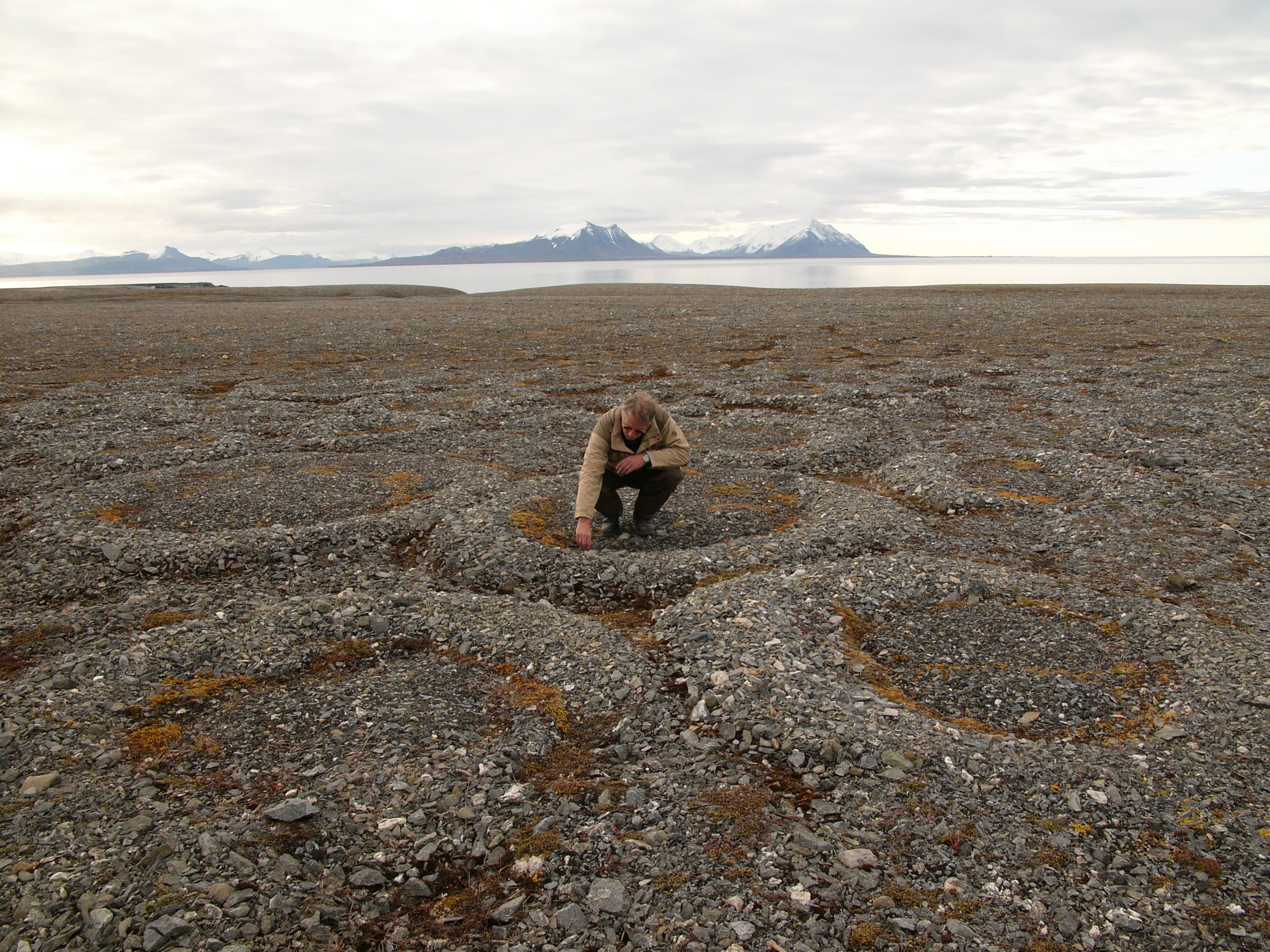
Anelli di pietra. Le lithalse, parzialmente fuse e collassate hanno lasciato strutture ad anello nell'arcipelago delle Svalbard

Curiose bande e anelli di pietra si trovano oltre il limite della vegetazione arborea lungo molti sentieri nel Parco Nazionale Baxter (Baxter State Park), nella Contea di Piscataquis, Maine. Gli anelli di pietra più grandi, 20 m o più di diametro, con massi e ciottoli ai margini, si trovano sul tavolato del Monte Katahdin , la vetta più alta del Maine. Anelli in miniatura, di alcuni centimetri di diametro e composti di piccoli ciottoli, sono visibili a inizio primavera lungo il Dudley Trail sul Pamola ma si distruggono a causa del traffico estivo . Se ne trovano altri, sempre nel Maine, in prossimità delle vette di molte montagne nella regione del Traveler Mountain e lungo le rive del Grande Lago Matagamon. Come tutti i tipi di suolo figurato, associato di solito al terreno permanentemente gelato, gli anelli si possono trovare in luoghi come la Siberia, l'Alaska settentrionale e il Canada settentrionale..